# عنکبوت‌های دگرباف
عنکبوت‌های دگرباف (Synotaxidae) نام خانواده‌ای از عنکبوتها است.
این خانواده ۱۳ سرده و ۶۸ گونه را دربر می‌گیرد.